# 魏世成
魏世成，男，中华人民共和国政治人物，曾任中共宁夏回族自治区党委委员，宁夏回族自治区政协秘书长、副主席。